# Karin Kutz
Karin Kutz (* 30. Januar 1961 in Kiel) ist eine ehemalige deutsche Judoka, die zwei Bronzemedaillen bei Weltmeisterschaften und sieben Bronzemedaillen bei Europameisterschaften erkämpfte. 
Karin Kutz belegte von 1979 bis 1995 bei Deutschen Meisterschaften achtmal den zweiten Platz und viermal den dritten Platz, 1983, 1985, 1991 und 1994 gewann sie den Titel. Bis 1984 kämpfte sie meist im Halbschwergewicht, danach trat sie im Schwergewicht oder in der offenen Klasse an. 1985 und 1988 war sie mit dem PSV Braunschweig Deutscher Mannschaftsmeister.
Ihre erste internationale Medaille war Bronze in der offenen Klasse bei den Europameisterschaften 1984. 1985 unterlag sie im Kampf um Bronze der Britin Theresa Hayden. 1986 gewann sie wieder Bronze in der offenen Klasse. Bei den Weltmeisterschaften 1986 unterlag sie im Halbfinale der Belgierin Ingrid Berghmans, gewann aber Bronze. Bis 1986 hatte Kutz alle internationalen Medaillen in der offenen Klasse gewonnen, bei den Europameisterschaften 1987 erkämpfte sie Bronze im Schwergewicht. Ein halbes Jahr später gewann sie bei den Weltmeisterschaften in Essen Bronze in der offenen Klasse. 1988 siegte Karin Kutz beim Tournoi de Paris. Bei den Europameisterschaften 1988 gewann sie Bronze im Schwergewicht. 1991, 1992 und 1993 erhielt sie noch dreimal Europameisterschaftsbronze in der offenen Klasse. 